# حارة التلفزيون (صنعاء)
حارة التلفزيون هي إحدى حارات حي التلفزيون بمديرية الثورة إحد مديريات العاصمة اليمنية صنعاء، بلغ تعداد سكانها 900 نسمة حسب تعداد اليمن لعام 2004.